# Mariahoek
De Mariahoek is een binnenplein dat grenst aan de Mariaplaats in het centrum van de Nederlandse stad Utrecht. Aan de achterzijden van de huizen rechts van de Mariaplaats gezien kijkt men uit op het Willemsplansoen. Aan de Mariahoek liggen tal van rijksmonumenten. 

## Geschiedenis
Aan de Mariahoek 9 bevond zich de zeventiende-eeuwse Oudkatholieke schuilkerk  Sint Gertrudiskapel alsook het voormalige oude mannen-vrouwenhuis op nummer 15. Ook het Mariënhof op de nummers 3-3a-3b en Mariënweerd op nummer 4 (1910). Alsook het Oudkatholieke weeshuis en de oude R.K. aalmoezenierskamers op nummer 16. Op nummer 21 bevindt zich het Glazen Huis.

## Trivia
Ooit stond op de plek van de Mariahoek de Mariakerk uit de 11e eeuw, deze is gesloopt in 1813-16 op de kloosteringang na.

## Fotogalerij

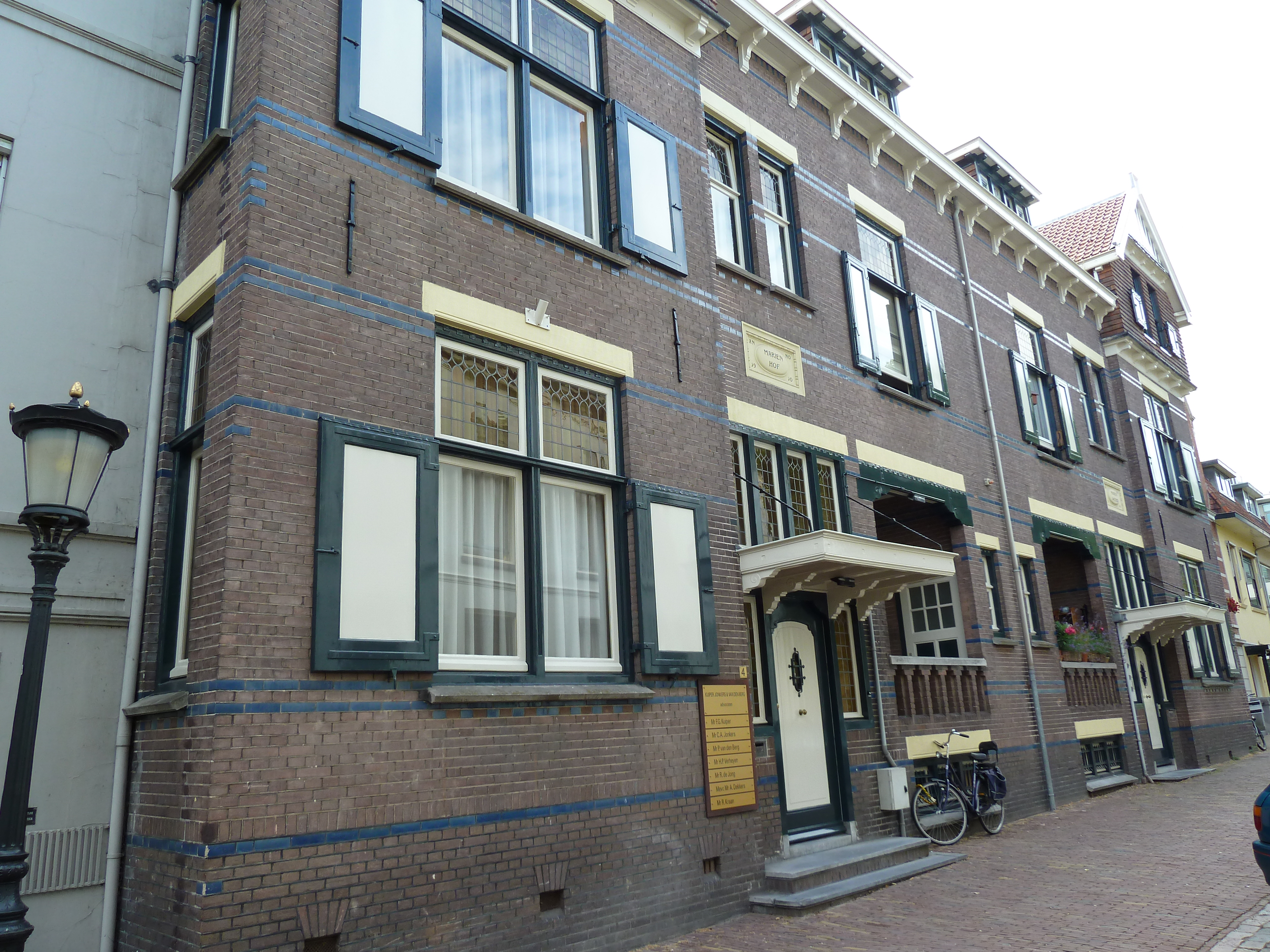
Marienhof en Mariënweerd aan de Mariahoek 3-4 (rijksmonument)
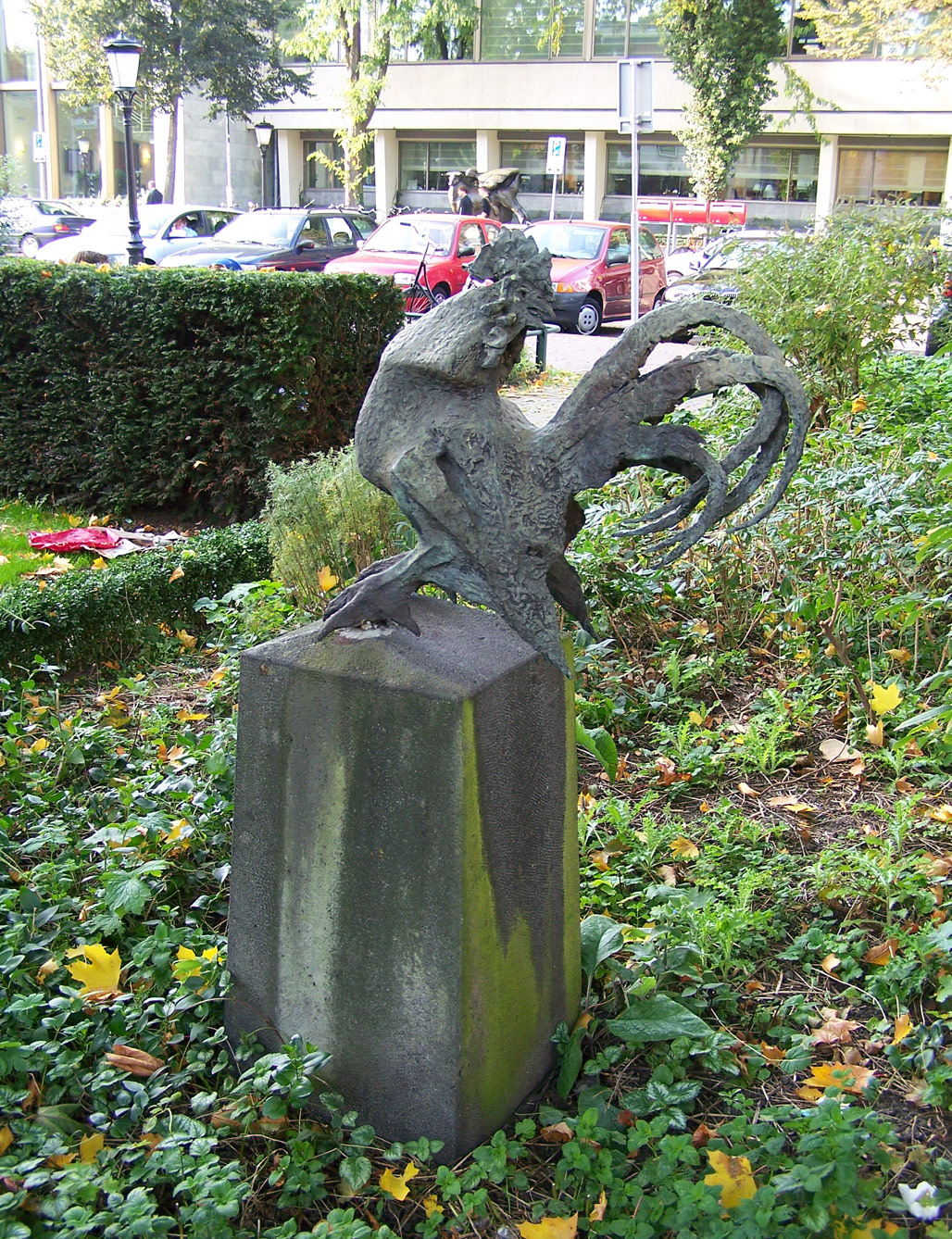
Gallo Nuovo uit 1957 van kunstenaar Luciano Minguzzi aan de Mariahoek.
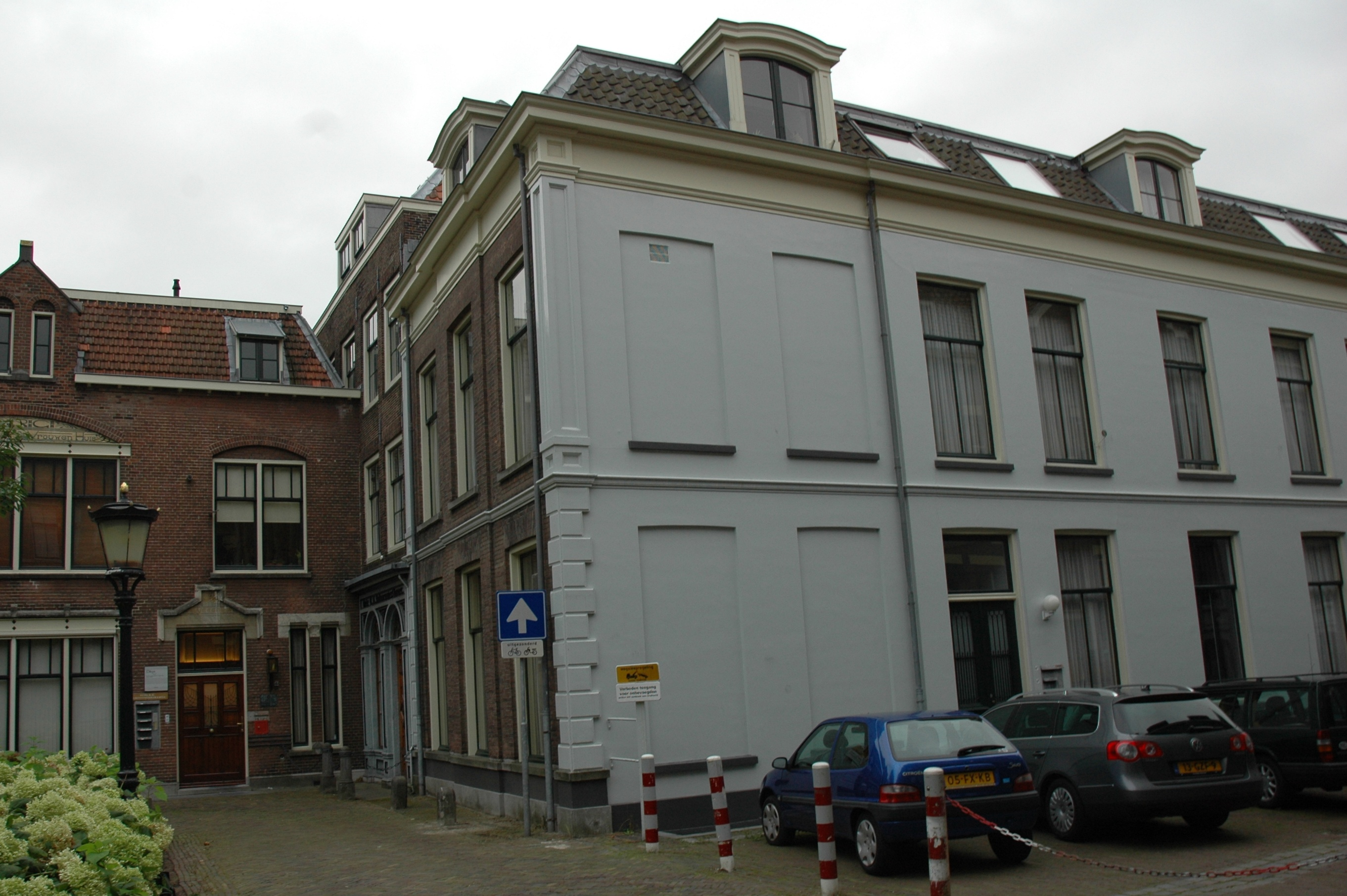
Voormalig oude mannen-vrouwenhuis aan de Mariahoek 15 (rijksmonument)
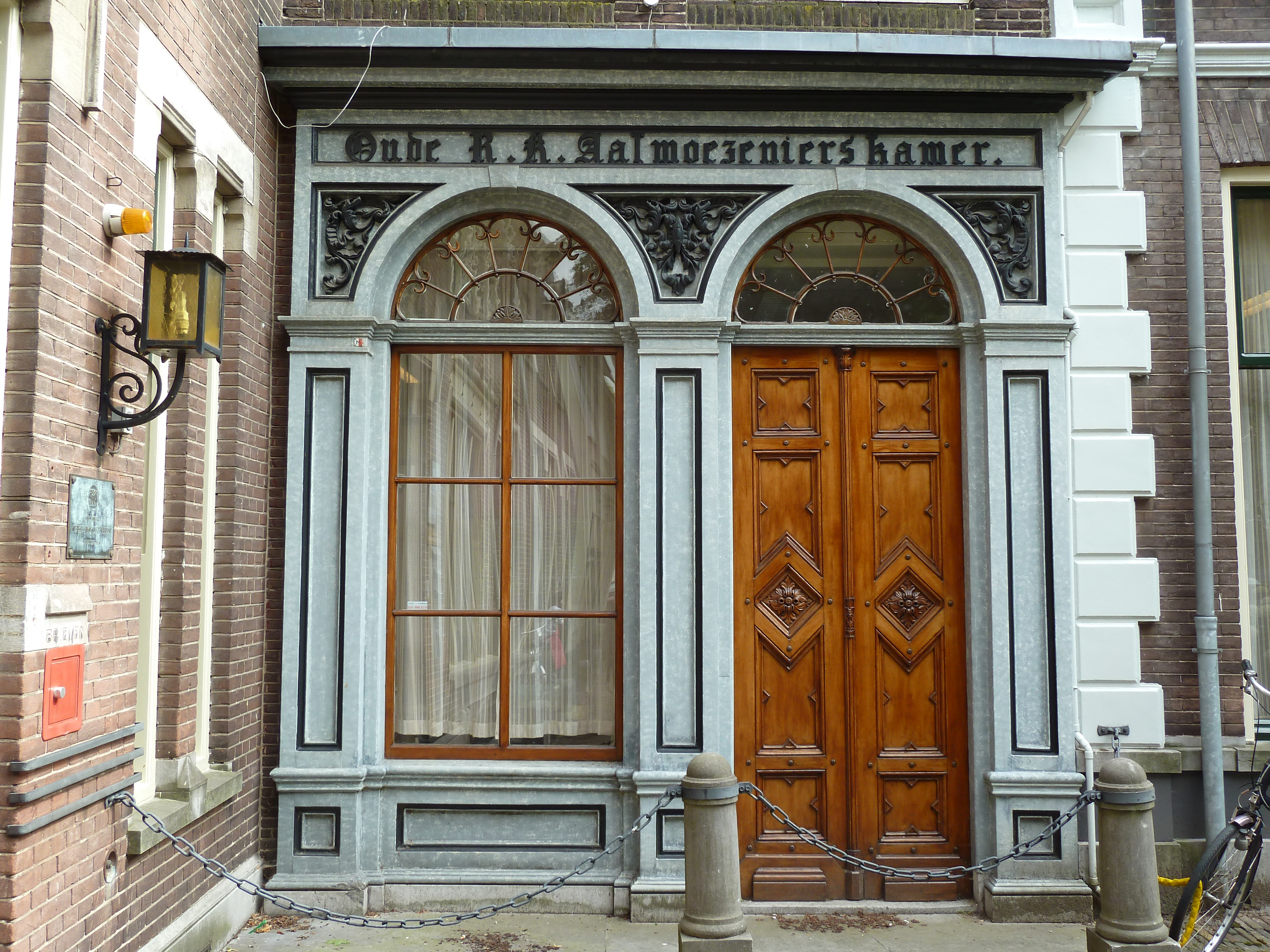
Oud R.K. aalmoezenierskamer aan de Mariahoek 16 (rijksmonument)

3e Buurkerksteeg ·
A.B.C.-straat ·
Abraham Dolesteeg ·
Achter de Dom ·
Achter St.-Pieter ·
Agnietenstraat ·
Ambachtstraat ·
Annastraat ·
Bakkerstraat ·
Breedstraat ·
Boothstraat ·
Boterstraat ·
Brigittenstraat ·
Bijlhouwerstraat ·
Catharijnekade ·
Catharijnesingel ·
Choorstraat ·
Croeselaan ·
Domplein ·
Domstraat ·
Donkere Gaard ·
Donkerstraat ·
Dorstige Hartsteeg ·
Drakenburgstraat ·
Drieharingstraat ·
Drift ·
Eligenstraat ·
Ganzenmarkt ·
Geertekerkhof ·
Hamburgerstraat ·
Hamsteeg ·
Hanengeschrei ·
Hardebollenstraat ·
Haverstraat ·
Hekelsteeg ·
Herenstraat ·
Hoogt ·
Jaarbeursplein ·
Jacobsgasthuissteeg ·
Jacobijnenstraat ·
Jansdam ·
Janskerkhof ·
Jansveld ·
Jodenrijtje ·
Keistraat ·
Keizerstraat ·
Kintgenshaven ·
Kleine Slachtstraat ·
Korte Jansstraat ·
Korte Lauwerstraat ·
Korte Minrebroederstraat ·
Korte Nieuwstraat ·
Korte Smeestraat ·
Kromme Nieuwegracht ·
Lange Elisabethstraat ·
Lange Jansstraat ·
Lange Jufferstraat ·
Lange Lauwerstraat ·
Lange Nieuwstraat ·
Lange Smeestraat ·
Lange Viestraat ·
Lauwersteeg ·
Leidseveer ·
Lichte Gaard ·
Loeff Berchmakerstraat ·
Lucasbolwerk ·
Lijnmarkt ·
Mariahoek ·
Mariaplaats ·
Massegast ·
Minrebroederstraat ·
Moreelsepark ·
Muntstraat ·
Neude ·
Nicolaas Beetsstraat ·
Nieuwegracht ·
Nobeldwarsstraat ·
Nobelstraat ·
Oudegracht ·
Oudkerkhof ·
Paardenveld ·
Pieterskerkhof ·
Pieterstraat ·
Plompetorenbrug ·
Plompetorengracht ·
Potterstraat ·
Predikherenkerkhof ·
Predikherenstraat ·
Ridderschapstraat ·
Servetstraat ·
Slachtstraat ·
St.-Jacobsstraat ·
Springweg ·
Stadhuisbrug ·
Steenweg ·
Sterrenburg ·
Strosteeg ·
Telingstraat ·
Tolsteegbarrière ·
Tolsteegbrug ·
Trans ·
Twijnstraat en Twijnstraat aan de Werf ·
Van Asch van Wijckskade ·
Vinkenburgstraat ·
Vismarkt ·
Voetiusstraat ·
Voorstraat ·
Vredenburg ·
Waterstraat ·
Wed ·
Wittevrouwenstraat ·
Wijde Begijnestraat ·
Zadelstraat ·
Zakkendragerssteeg ·
Zuilenstraat ·
Zwaansteeg